# Baltiska issjön
Baltiska issjön var en stor färskvattensjö och en föregångare till Östersjön under perioden 12 500–13 000 f.Kr till 9500–9600 f.Kr.
Sjön skapades då inlandsisen i den senaste skandinaviska istiden, Weichsel, gradvis började att dra sig tillbaka för cirka 15 000 år sedan. I samband med detta bildades en färskvattenreservoar i södra delen av Östersjöbassängen. Sjön var där uppdämd dels av de omgivnade landområdena, dels av inlandsisen. Utloppet gick via Öresund och Stora Bält. Sjön upphörde att existera förmodligen genom att en öppning mellan glaciärfronten och berget Billingen bildades. Sjön sänktes till havsytans dåvarande nivå vilket skapade Yoldiahavet.